# چو کوی-جا
چو کوی-جا (انگلیسی: Cho Kwi-jea؛ زادهٔ ۱۶ ژانویهٔ ۱۹۶۹) بازیکن فوتبال اهل کره جنوبی است.
از باشگاه‌هایی که در آن بازی کرده‌است می‌توان به باشگاه فوتبال ویسل کوبه، باشگاه فوتبال کاشیوا ریسول، و باشگاه فوتبال اوراوا رد دیاموندز اشاره کرد.